# 角川照子
角川 照子（かどかわ てるこ、1928年2月14日 - 2004年8月9日）は、東京府渋谷町（現東京都渋谷区）出身の俳人。1949年、角川源義と結婚する（源義は再婚）。のち一男一女をもうけるが、いずれも成人前に亡くなっている。
1949年7月26日に、長男(源義から見ると三男)・道夫を殺害し逮捕される。
1979年、源義創刊の「河」主宰に就任。1987年、『花行脚』により第11回現代俳句女流賞を受賞した。代表句に「さいはての句碑に掛け置く春ショール」（『幻戯微笑』所収）などがあり、格調と叙情を兼ね備えた句風である。2004年8月9日、荻窪の自宅にて死去した。75歳。墓所は小平霊園。「河」主宰は源義と先妻の息子である角川春樹が継いだ。

## 著書
- 句集『幻戯微笑』（牧羊社、1981年）
- 句集『阿呍』（牧羊社、1983年）
- 句集『花行脚』（角川書店、1986年）
- 句集『秋燕忌』（角川書店、1995年）